# Edesheim
Edesheim település Németországban, Rajna-vidék-Pfalz tartományban. Lakosainak száma 2451 fő (2023. december 31.).

## Népesség
A település népességének változása:
| Lakosok száma | 2341 | 2443 | 2361 | 2436 | 2439 | 2451 |
|               | 1975 | 2017 | 2019 | 2021 | 2022 | 2023 |